# Rugy
Ne doit pas être confondu avec Rogy.
Pour l’article homonyme, voir Famille Goullet de Rugy.
Rugy est un petit village et une ancienne commune française du département de la Moselle, rattachée à Argancy depuis 1810.

## Géographie
Cette localité est située sur la rive droite de la Moselle au nord-est d'Argancy.

## Toponymie
Anciennes mentions :  Ruxey (1404), Rougey (1429), Ruffy (XVIIe siècle), Ruji (1635), Ruxi (1638), Ruchi (1756).
En lorrain roman : Reu'hy. En francique lorrain : Ruxech.

## Histoire
Dépendait des Trois-Évêchés (bailliage et coutume de Metz). En 1763, Rugy faisait partie d'une mairie qui comprenait Ennery, Chailly et Rugy.
Ancien chef-lieu communal, Rugy fut incorporé à la commune d'Argancy par un décret du 11 avril 1810.

## Démographie
| 1793 | 1800 | 1806 |
| ---- | ---- | ---- |
| 143  | 147  | 147  |

## Lieux et monuments
- Petit manoir des XVIe – XVIIe siècles, après avoir appartenu aux barons d’Elz, héritiers des Heu, la propriété fut achetée par les Petitjean et fun transmise, par mariage en 1675, aux Goullet.
- Chapelle castrale construite en 1666 en l’honneur de la Nativité de la Vierge.
- Ancien moulin dont les familles Bernard sont les propriétaires depuis cinq générations, linteau de la porte du moulin de 1748.
- Calvaire accolé à une façade, place des Vignerons.
- Calvaire à la sortie du village, avec l'inscription « O crux ave/du haut de votre croix/o-bien-aimé-sainteté (1848) ».
- Linteau de porte d’une des plus anciennes maisons, 1726.
- Casemates en enfilade à la sortie du village en direction de Chailly-lès-Ennery et à côté du rond-point de la D1.

## Personnalités liées au village
- Famille Goullet de Rugy, seigneurs de Rugy au XVIIe siècle.